# Piana
|  | Per a altres significats, vegeu «Piana (riu)». |

Piana (en cors Piana) és un municipi francès, situat a la regió de Còrsega, al departament de Còrsega del Sud. L'any 1999 tenia 428 habitants.

## Demografia
| 1962 | 1968 | 1975 | 1982 | 1990 | 1999 |
| ---- | ---- | ---- | ---- | ---- | ---- |
| 499  | 517  | 513  | 511  | 500  | 428  |

## Administració
| Període   | Identitat            | Partit | Qualitat |
| --------- | -------------------- | ------ | -------- |
| 1962-2001 | Nicolas Alfonsi      | PRG    | Senador  |
| 2001-     | Pascaline Castellani | PRG    |          |